# Бела Варга
Бела Варга (мађ. Varga Béla) је био мађарски рвач, олимпијац. Варга се такмичио на Летњим олимпијским играма 1912. и 1924. године.  Освојио је бронзану медаљу у полутешкој категорији 1912. године.

## Биографија
Бела Варга је започео своју рвачку каријеру у будимпештанском клубу БЕАК, након чега је наставио у БАК и МАК. У периоду од 1911. до 1925. године, освојио је седам титула на мађарским првенствима у грчко-римском стилу рвања. Такође, три пута је био златни медаљиста на незваничним међународним такмичењима. Био је светски шампион у тешкој категорији 1910. године, а 1912. и 1913. године постао је европски шампион у средњој категорији..
Варга је први пут учествовао на Олимпијади 1912. године у Стокхолму, освојивши бронзану медаљу. Након тога, наступио је на Олимпијским играма у Паризу 1924. где је заузео шесто место. Спортску каријеру завршио је 1926. године, након чега је постао су-председник Мађарске рвачке федерације. Као главни тренер, предводио је мађарску рвачку репрезентацију на Олимпијским играма 1936. године. Дипломирао је медицину 1915. године и био активан у професији до своје 79. године.